# Гаваян-Парадайз-Парк (Гаваї)
Гавайян-Парадайз-Парк (англ. Hawaiian Paradise Park) — переписна місцевість (CDP) в США, в окрузі Гаваї штату Гаваї. Населення — 14 957 осіб (2020).

## Географія
Гавайян-Парадайз-Парк розташований за координатами 19°35′14″ пн. ш. 154°58′23″ зх. д. / 19.58722° пн. ш. 154.97306° зх. д. (19.587281, -154.973069).  За даними Бюро перепису населення США в 2010 році переписна місцевість мала площу 40,36 км², з яких 39,40 км² — суходіл та 0,96 км² — водойми.

## Демографія
Згідно з переписом 2010 року, у переписній місцевості мешкали 11 404 особи в 3892 домогосподарствах у складі 2743 родин. Густота населення становила 283 особи/км².  Було 4526 помешкань (112/км²).
Расовий склад населення:
| - 34,7 % — білих - 18,8 % — азіатів - 11,8 % — вихідців з тихоокеанських островів - 0,8 % — чорних або афроамериканців - 0,6 % — корінних американців - 1,1 % — осіб інших рас |

До двох чи більше рас належало 32,3 %. Частка іспаномовних становила 14,9 % від усіх жителів.
За віковим діапазоном населення розподілялося таким чином: 27,4 % — особи молодші 18 років, 62,1 % — особи у віці 18—64 років, 10,5 % — особи у віці 65 років та старші. Медіана віку мешканця становила 36,5 року. На 100 осіб жіночої статі у переписній місцевості припадало 102,1 чоловіків;  на 100 жінок у віці від 18 років та старших — 100,4 чоловіків також старших 18 років.
Середній дохід на одне домашнє господарство  становив 55 457 доларів США (медіана — 47 343), а середній дохід на одну сім'ю — 60 645 доларів (медіана — 50 556). Медіана доходів становила 34 943 долари для чоловіків та 38 955 доларів для жінок. За межею бідності перебувало 27,7 % осіб, у тому числі 42,6 % дітей у віці до 18 років та 11,5 % осіб у віці 65 років та старших.
Цивільне працевлаштоване населення становило 4235 осіб. Основні галузі зайнятості: освіта, охорона здоров'я та соціальна допомога — 27,7 %, публічна адміністрація — 13,4 %, фінанси, страхування та нерухомість — 7,8 %, сільське господарство, лісництво, риболовля — 7,6 %.